# Parafia Matki Bożej Szkaplerznej w Brzeźcach
Parafia Matki Bożej Szkaplerznej w Brzeźcach – rzymskokatolicka parafia w dekanacie suszeckim.

## Historia
Parafia po raz pierwszy wzmiankowana została w spisie świętopietrza parafii dekanatu Oświęcim diecezji krakowskiej z 1326 pod nazwą Breze i ponownie w 1327 w zapisie Breshe. W kolejnych spisach świętopietrza z lat 1346 – 1358 występuje w zapisach Brescze, Bresco, Brezco, Brzescze, Brzesce. Około 1350 roku powstał dekanat Pszczyna, który podlegał diecezji krakowskiej do 1821 roku, kiedy to na mocy bulli papieża Piusa VII De salute animarum z 17 lipca przyłączony został do diecezji wrocławskiej.
W listopadzie 1598 wizytacji kościelnej (pierwszej po soborze trydenckim) dekanatu pszczyńskiego dokonał archidiakon krakowski Krzysztof Kazimirski na zlecenie biskupa Jerzego Radziwiłła. Według sporządzonego sprawozdania kościół w Villa Brzeźcze znajdował się w rękach luteran.
Parafia posiada organy firmy Martin Binder & Sohn wybudowane przez Willibalda Siemanna z Monachium. Organy posiadają 25 głosów, trakturę pneumatyczną, 2 manuały oraz pedał.